# Hollywood's Rock Walk of Fame
Le Hollywood's RockWalk of Fame est un trottoir, sur Sunset Boulevard à Los Angeles, qui honore les artistes et les artisans de l'histoire du rock. Créé par la chaine d'instruments de musique américaine Guitar Center, les premiers à entrer au RockWalk of Fame sont Stevie Wonder et Jim Marshall, le 13 novembre 1985. En 1987, à la demande du directeur artistique Dave Weiderman, l'artiste graphiste français YattanoeL, à l'occasion de son exposition sur le site, a exécuté le fameux logotype du Rockwalk reprenant le principe des mains imprimées dans le béton. Dérivé de son œuvre originale, un cadre est désormais offert aux artistes qui entrent au mémorial. Aujourd'hui, près de 180 artistes ont laissé leur empreinte et leur signature.